# Требеллиан
Требеллиан (лат. Trebellianus, полная форма имени неизвестна) — римский император-узурпатор между 260 и 268 годом в правление Галлиена.
Согласно «Истории Августов», Требеллиан был киликийским разбойником. В своей крепости в Исаврии он устроил дворец, провозгласил себя императором и начал чеканить монету (хотя ни одна его монета не была найдена). Он укрепился в горной исаврской местности, находясь под защитой недоступности тех мест. Но полководец Галлиена Камсисолей выманил его на открытую равнину, разгромил и убил.
Требеллиан также упоминается Евтропием. Но это упоминание, по всей видимости, является ошибкой переписчика, на самом деле имелся в виду другой узурпатор — Регалиан.